# Aeródromo de Dieciocho
El aeródromo de Dieciocho (OACI: MRDO) es un aeródromo público costarricense que sirve a la Finca Dieciocho y a otras plantaciones de palma aceitera en la provincia de Puntarenas. El aeródromo, de uso agrícola, está ubicado a 7 kilómetros al sureste de Palmar Sur y a un kilómetro al oeste de la Carretera Panamericana. La pista de aterrizaje está localizada al costado de una carretera sin pavimentar que provee acceso a los campos aledaños.

## Información técnica
Al norte del aeródromo y a la distancia, se encuentran varios cerros. El VOR-DME de David (Ident: DAV) está localizado a 123 kilómetros al este-sureste del aeródromo.